# Lepidochrysops quickelbergei
Quickelberge's Blue (Lepidochrysops quickelbergei) là một loài bướm ngày thuộc họ Lycaenidae. Nó là loài đặc hữu của Nam Phi, nơi nó được tìm thấy ở fynbos on miền bắc slopes of the Gydo Mountain and the Waboomsberg in the West Cape.
Sải cánh dài 32–36 mm đối với con đực and 36–38 mm đối với con cái. Con trưởng thành bay từ tháng 10 đến cuối tháng 12. Có một lứa một năm.